# Hovea
Hovea is een geslacht van struiken uit de vlinderbloemenfamilie (Fabaceae). De soorten komen voor in Australië.

## Soorten
- Hovea acanthoclada F.Muell.
- Hovea acutifolia A.Cunn. ex G.Don
- Hovea angustissima I.Thomps.
- Hovea apiculata A.Cunn. ex G.Don
- Hovea arnhemica J.H.Ross
- Hovea asperifolia I.Thomps.
- Hovea chorizemifolia DC.
- Hovea clavata I.Thomps.
- Hovea corrickiae J.H.Ross
- Hovea cymbiformis I.Thomps.
- Hovea densivellosa I.Thomps.
- Hovea elliptica (Sm.) DC.
- Hovea graniticola I.Thomps.
- Hovea heterophylla A.Cunn. ex Hook.f.
- Hovea impressinervia I.Thomps.
- Hovea lanceolata Sims
- Hovea linearis (Sm.) R.Br.
- Hovea longifolia R.Br.
- Hovea longipes Benth.
- Hovea lorata I.Thomps.
- Hovea magnibractea I.Thomps.
- Hovea montana (Hook.f.) J.H.Ross
- Hovea nana I.Thomps. & J.H.Ross
- Hovea nitida I.Thomps.
- Hovea pannosa A.Cunn. ex Hook.
- Hovea parvicalyx I.Thomps.
- Hovea pedunculata I.Thomps. & J.H.Ross
- Hovea planifolia (Domin) J.H.Ross
- Hovea pungens Benth.
- Hovea purpurea Sweet
- Hovea ramulosa A.Cunn. ex Lindl.
- Hovea rosmarinifolia A.Cunn.
- Hovea similis I.Thomps.
- Hovea speciosa I.Thomps.
- Hovea stricta Meisn.
- Hovea tasmanica I.Thomps. & J.H.Ross
- Hovea tholiformis I.Thomps.
- Hovea trisperma Benth.

... · 
Abrus · 
Acacia · 
Acosmium · 
Adenanthera · 
Adenocarpus · 
Adenodolichos · 
Adenopodia · 
Adesmis · 
Aenictophyton · 
Aeschynomene · 
Afzelia · 
Aganope · 
Albizia · 
Alhagi · 
Alysicarpus · 
Amblygonocarpus · 
Amherstia · 
Andira · 
Angylocalyx · 
Aotus · 
Anthyllis · 
Arachis · 
Archidendropsis · 
Aspalathus · 
Astragalus (hokjespeul) · 
Austrosteenisia · 
Baphia · 
Bauhinia · 
Brachystegia · 
Bolusafra · 
Butea · 
Caesalpinia · 
Cajanus · 
Calicotome · 
Carmichaelia · 
Carrissoa · 
Cassia · 
Castanospermum · 
Ceratonia · 
Chamaecytisus · 
Cicer · 
Clianthus · 
Clitoria · 
Cordyla · 
Coronilla · 
Crotalaria · 
Cyamopsis · 
Cyclopia (honingbos) · 
Cytisus · 
Dalbergia · 
Daviesia · 
Delonix · 
Derris · 
Dialium · 
Dicraeopetalum · 
Dichrostachys · 
Dipteryx · 
Enterolobium · 
Eperua · 
Erythrina (koraalboom) · 
Erythrophleum · 
Faidherbia · 
Genista (heidebrem) · 
Glycine · 
Glycyrrhiza · 
Hardenbergia · 
Hovea · 
Indigofera · 
Inga · 
Lathyrus · 
Lens · 
Lonchocarpus · 
Lotus (rolklaver) · 
Lupinus (lupine) · 
Macrotyloma · 
Medicago (rupsklaver) · 
Melilotus (honingklaver) · 
Mimosa · 
Mora · 
Myroxylon · 
Newtonia · 
Onobrychis · 
Ononis (stalkruid) · 
Ormosia · 
Ougeinia · 
Pachyrhizus · 
Parkia · 
Parkinsonia · 
Parochetus · 
Pericopsis · 
Phaseolus · 
Physostigma · 
Pisum (erwt) · 
Prosopis · 
Psophocarpus · 
Psoralea · 
Pterocarpus · 
Pueraria · 
Racosperma · 
Robinia · 
Rothia · 
Securigera · 
Senegalia · 
Senna · 
Serianthes · 
Sesbania · 
Sophora · 
Spartium · 
Sphenostylis · 
Streblorrhiza · 
Strongylodon · 
Stylosanthes · 
Styphnolobium · 
Swainsona · 
Tamarindus · 
Tephrosia · 
Teramnus · 
Tetragonolobus · 
Tetrapleura · 
Trifolium (klaver) · 
Trigonella (hoornklaver) · 
Ulex · 
Uraria · 
Vachellia · 
Vicia (wikke) · 
Vigna · 
Viminaria · 
Virgilia · 
Wisteria (blauweregen) · 
Zornia · 
Zygocarpum · 
...